# George Williams (Fußballspieler, 1995)
George Christopher Williams (* 7. September 1995 in Milton Keynes, England) ist ein walisischer Fußballspieler, der 2014 erstmals für die walisische Nationalmannschaft spielte. Der 1,72 Meter große Außenstürmer wurde 2023 vom Hemel Hempstead Town FC unter Vertrag genommen.

## Sportlicher Werdegang
Der nordwestlich von London geborene Williams schloss sich der Jugendabteilung seines Heimatvereins Milton Keynes Dons an und gab sein Debüt in der Profimannschaft des Drittligisten als jüngster Spieler und Torschütze (16 Jahre, 2 Monate und 5 Tage) des Vereins und jüngster Torschütze einer Hauptrunde des FA Cups am 12. November 2011, verlor aber den Rekord des jüngsten Spielers noch an den eingewechselten Brendan Galloway (15 Jahre, 7 Monate und 26 Tage).
Im Juni 2012 wechselte er als 16-Jähriger in die Jugendakademie des Premier-League-Vereins FC Fulham. Für Fulham kam er aber erstmals mit 18 Jahren in der Saison 2014/15 zum Einsatz, nachdem der Verein aus der Premier League abgestiegen war. Noch bevor die Saison endete, wurde er allerdings an seinen Heimatverein verliehen, für den er aufgrund eines Kreuzbandrisses nur im Februar und März 2015 vier Spiele bestreiten konnte. Nach der Genesung kam er aber bei Fulham nur zu einem Einsatz am 23. Januar 2016 und wurde dann für den Rest der Saison an den Drittligisten FC Gillingham ausgeliehen. Es folgten Ausleihen an die Milton Keynes Dons und den FC St. Johnstone. Zur Saison 2018/19 wechselte er ablösefrei zum Viertligisten Forest Green Rovers. Nach zwei Jahren wechselte er im August 2020 zum Ligakonkurrenten Grimsby Town.
Im August 2021 erhielt er einen Einjahresvertrag mit Option auf ein weiteres Jahr beim englischen Viertligisten AFC Barrow. Anschließend wechselte er zum  Fünftligisten FC Boreham Wood. Im Februar wurde er an den Sechstligisten Hemel Hempstead Town FC  verliehen, der ihn im Mai permanent übernahm.

### Nationalmannschaft
Da Williams’ Mutter Waliserin ist, kann er international für Wales spielen. Er spielte für die U-17-, U-19- (in den ersten Qualifikationsrunden für die U-19-Fußball-Europameisterschaft 2013 und 2014) und die U-21-Mannschaft, für die er am 5. März 2014 gegen England in der Qualifikation für die U-21-EM 2015 sein Debüt gab und auch im Rückspiel spielte.
Das einzige Länderspieltor erzielte er bisher in einem Freundschaftsspiel der U-19 gegen Deutschland, als er bei der 1:3-Niederlage den zwischenzeitlichen Ausgleich schoss.
Am 4. Juni 2014 spielte er mit 18 Jahren erstmals für die walisische Nationalmannschaft. Er war für den verletzten Gareth Bale nominiert worden und wurde in der 70. Minute des Freundschaftsspiels gegen die Niederlande für seinen Namensvetter Jonny Williams eingewechselt. Er wurde auch in den nächsten beiden Spielen in der Qualifikation für die EM 2016, als Bale wieder mitwirkte, jeweils in der Schlussviertelstunde eingewechselt und stand dann erstmals gegen Zypern am 13. Oktober zusammen mit Bale in der Startelf, wurde aber nach 58. Minute ausgewechselt. Im darauf folgenden EM-Qualifikationsspiel gegen Belgien wurde er dann zur zweiten Halbzeit eingewechselt. Danach musste er ein Jahr auf sein sechstes Spiel warten. In dieser Zeit qualifizierten sich die Waliser erstmals für eine EM-Endrunde. Nach Abschluss der Qualifikation wurde er dann im November 2015 für den verletzten Sam Vokes nachnominiert. Er kam dann wie bei seinem ersten Spiel in einem verlorenen Freundschaftsspiel gegen die Niederlande wieder zum Einsatz, wobei er nach einer Stunde eingewechselt wurde. Danach folgte ein etwa einstündiger Startelfeinsatz im März 2016 gegen Nordirland.
Am 9. Mai 2016 wurde er in den vorläufigen Kader für die EM 2016 berufen, mit dem am 23. Mai ein Trainingslager in Portugal begann. Er wurde dann auch für den endgültigen Kader berücksichtigt. Wie zwei weitere Feldspieler auch wurde er beim Turnier aber nicht eingesetzt. Er wurde dann noch einmal für das erste Spiel in der Qualifikation für die WM 2018 nominiert, aber nicht eingesetzt.